# 袖珍コンサイス英和辞典
『袖珍コンサイス英和辞典』 (しゅうちんコンサイスえいわじてん) は、三省堂から出版された英和辞典である。

## 概要
1922年に三省堂より小型辞典として刊行される。編纂者は神田乃武と金沢久。日本で2番目にジョーンズ式発音記号を採用した辞典であった。
本書を刊行して以来、三省堂は「辞書の三省堂」「コンサイスの三省堂」として知られるようになった。なお、2001年に三省堂は創業120周年を記念して復刻版を出版した。